# Ignacio Aldecoa
Ignacio Aldecoa, född 24 juli 1925, död 15 november 1969, var en spansk författare.
Aldecoa har ansetts som den främste novellisten inom den moderna spanska litteraturen. Han utgav sju novellsamlingar, sammanlagt innehållade ett åttiotal berättelser, vilka senare publicerats i samlingsvolymen Cuentos completos ("Samlade noveller" 1995). Han utgav dessutom fyra romaner. Aldecoas språk är stramt, återhållet och koncentrerat. I sina verk var han en talesman för de svaga och förtryckta
Aldecoas hustru, Johsefina R. Aldecoa (född 1926) är även hon en framstående prosaförfattare, bland annat med romanen Historia de una maestra ("En lärarinnas historia", 1990).